# Бошков, Мелентий Павлович
Меле́нтий Па́влович Бошко́в (1868 — ???) — русский офицер, полковник (1915), герой  Первой мировой войны.

## Биография
Из мещан Подольской губернии, православного вероисповедания. Общее образование — домашнее.
В 1886 году поступил на военную службу добровольцем, выдержав экзамен на вольноопределяющегося 2-го разряда.
В январе 1892 года, после окончания  Одесского пехотного юнкерского училища по 2-му разряду, произведен в подпоручики и выпущен в 46-й пехотный Днепровский полк.
В 1896 году  произведен в поручики, в 1900 году — в штабс-капитаны.
В 1904 году, после окончания Офицерской стрелковой школы, произведен в капитаны, в сентябре 1905 назначен командующим 1-й ротой 46-го пехотного Днепровского полка.
С 1914 года — участник Первой мировой войны: подполковник, — командующий батальоном, в 1915 году произведен в полковники, — первый штаб-офицер 46-го пехотного Днепровского полка. В 1917 году — командующий 450-м пехотным Змиевским полком.
Высочайшим приказом от 3 сентября 1916 года награждён орденом Святого Георгия 4-й степени за отличие в бою 28 мая 1916 года.
Был женат, имел троих сыновей (1895 г.р., 1897 г.р., 1899 г.р.) и дочь 1900 г.р.

## Награды
- Орден Святого Станислава 3-й степени (1905)
- Орден Святой Анны 3-й степени (1911; мечи и бант — ВП 26.11.1915[1])
- Медаль «В память 300-летия царствования дома Романовых» (1913)
- Орден Святого Станислава 2-й степени с мечами (ВП 30.11.1915[2])
- Орден Святой Анны 2-й степени с мечами (ВП 26.01.1915[3])
- Орден Святого Владимира 4-й степени с мечами и бантом (ВП 17.03.1915)
- Орден Святого Георгия 4-й степени (ВП 03.09.1916),

«За то, что в бою 28-го мая 1916 года у с. Чарны-Поток, командуя 1-м батальоном 46-го пехотного Днепровского полка, получив приказание поддержать своим батальоном дрогнувшие части, оставшиеся баз офицеров вследствие убыли за смертью и ранением, под сильнейшим шрапнельным, пулемётным и ружейным огнём противника, во главе своего батальона бросился вперёд, восстановил порядок среди передних рот и, увлекая части личным примером, ворвался в неприятельские окопы, выбил противника из трёх линий окопов, взял укреплённую позицию и преследовал отступавшего врага до высоты "250", где, приняв под свою команду роты Азовского и Одесского полков, сбил его с этой высоты и укрепился; при этом батальоном взято в плен 10 офицеров и 500 нижних чинов и захвачены пулемёты.»